# Kros Moraine
Kros Moraine är en kulle i Antarktis. Den ligger i Östantarktis. Australien gör anspråk på området. Toppen på Kros Moraine är 35 meter över havet.
Terrängen runt Kros Moraine är platt västerut, men österut är den kuperad. Havet är nära Kros Moraine åt sydväst. Trakten är glest befolkad. Närmaste befolkade plats är Casey Station, 10,8 kilometer nordväst om Kros Moraine. 